# Parablennius ruber
Parablennius ruber és una espècie de peix de la família dels blènnids i de l'ordre dels perciformes.

## Morfologia
Els mascles poden assolir els 14,1 cm de longitud total.

## Distribució geogràfica
Es troba a Portugal, incloent-hi les Açores i Madeira.